# Butterfly Boucher
Butterfly Giselle Grace Boucher (Adelaide, 2 giugno 1979) è una cantautrice e polistrumentista australiana.

## Biografia
È nata ad Adelaide ed ha sei fratelli.
Ha intrapreso l'attività musicale all'età di 15 anni. Nel 2000 si è trasferita a Nashville (Stati Uniti). Ha debuttato nell'ottobre 2003 con l'album Flutterby.
Nel 2004 ha duettato con David Bowie in una versione di Changes inserita in Shrek 2: The Motion Picture Soundtrack, colonna sonora del film di animazione Shrek 2.
Dal 2008 i suoi lavori sono associati al collettivo Ten Out of Tenn, avente base a Nashville.
Nel 2009 è uscito il suo secondo disco, seguito nell'aprile 2012 da un album eponimo. Due anni dopo, nell'agosto 2014, è uscito un album celebrativo registrato nuovamente per il decennale dall'esordio, chiamato Happy Birthday Flutterby.

## Discografia

### Album
- 2003 - Flutterby
- 2009 - Scary Fragile
- 2012 - Butterfly Boucher
- 2014 - Happy Birthday Flutterby